# العلاقات التنزانية السيشلية
العلاقات التنزانية السيشلية هي العلاقات الثنائية التي تجمع بين تنزانيا وسيشل.

## مقارنة بين البلدين
هذه مقارنة عامة ومرجعية للدولتين:
| وجه المقارنة                                              | تنزانيا                        | سيشل                                                |
| --------------------------------------------------------- | ------------------------------ | --------------------------------------------------- |
| المساحة (كم2)                                             | 947.30 ألف                     | 459                                                 |
| عدد السكان (نسمة)                                         | 57.31 مليون                    | 95.84 ألف                                           |
| الكثافة السكانية (ن./كم²)                                 | 60.5                           | 20.88 ألف                                           |
| العاصمة                                                   | دودوما                         | فيكتوريا                                            |
| اللغة الرسمية                                             | اللغة السواحلية، لغة إنجليزية  | لغة فرنسية، لغة إنجليزية، اللغة الكريولية السيشيلية |
| العملة                                                    | شيلينغ تانزاني                 | روبية سيشلية                                        |
| الناتج المحلي الإجمالي (بليون دولار)                      | 52.09 مليار                    | 1.49 مليار                                          |
| الناتج المحلي الإجمالي (تعادل القوة الشرائية) بليون دولار | 138.73 مليار                   | 2.54 مليار                                          |
| الناتج المحلي الإجمالي الاسمي للفرد دولار أمريكي          | 878                            | 15.48 ألف                                           |
| الناتج المحلي الإجمالي للفرد دولار أمريكي                 | 2.54 ألف                       | 26.42 ألف                                           |
| مؤشر التنمية البشرية                                      | 0.521                          | 0.772                                               |
| رمز المكالمات الدولي                                      | +255                           | +248                                                |
| رمز الإنترنت                                              | .tz                            | .sc                                                 |
| المنطقة الزمنية                                           | ت ع م+03:00، توقيت شرق أفريقيا | ت ع م+04:00                                         |

## منظمات دولية مشتركة
يشترك البلدان في عضوية مجموعة من المنظمات الدولية، منها:
| علم المنظمة | اسم المنظمة                                 | تاريخ انضمام تنزانيا | تاريخ انضمام سيشل |
| ----------- | ------------------------------------------- | -------------------- | ----------------- |
|             | يونسكو                                      | 6 مارس 1962          | 18 أكتوبر 1976    |
|             | وكالة ضمان الاستثمار متعدد الأطراف          | 19 يونيو 1992        | 15 سبتمبر 1992    |
|             | الأمم المتحدة                               | 14 ديسمبر 1961       | 21 سبتمبر 1976    |
|             | مجموعة دول أفريقيا والكاريبي والمحيط الهادئ | ?                    | ?                 |
|             | دول الكومنولث                               | 9 ديسمبر 1961        | 1976              |
|             | مجموعة التنمية لأفريقيا الجنوبية            | ?                    | ?                 |
|             | الاتحاد البريدي العالمي                     | ?                    | ?                 |
|             | البنك الدولي للإنشاء والتعمير               | 10 سبتمبر 1962       | 29 سبتمبر 1980    |
|             | الاتحاد الدولي للاتصالات                    | 31 أكتوبر 1962       | 17 سبتمبر 1999    |
|             | منظمة حظر الأسلحة الكيميائية                | ?                    | 29 أبريل 1997     |
|             | مؤسسة التمويل الدولية                       | 10 سبتمبر 1962       | 11 يونيو 1981     |
|             | المركز الدولي لتسوية المنازعات الاستشارية   | 17 يونيو 1992        | 19 أبريل 1978     |
|             | منظمة الشرطة الجنائية الدولية               | ?                    | 1 سبتمبر 1977     |
|             | الاتحاد الأفريقي                            | 16 يناير 1964        | ?                 |
|             | البنك الإفريقي للتنمية                      | ?                    | ?                 |

## وصلات خارجية
- موقع وزارة الخارجية التنزانية
- موقع وزارة الخارجية السيشلية